# Dólar zimbabuense
El dólar zimbabuense fue la moneda oficial de Zimbabue desde el año 1980 hasta el 12 de abril de 2009. Se subdividía en 100 centavos. Reemplazó al dólar rodesiano, que había sido adoptado en 1970. Se abrevia normalmente con la muestra de dólar $, o Z$ con el fin de distinguirlo de otras monedas denominadas dólar.
Cuando se introdujo en 1980 para sustituir al dólar rodesiano, fue considerado como una de las divisas de más alto valor, sin embargo, la agitación política y la hiperinflación rápidamente erosionó el valor del dólar zimbauense para finalmente convertirse en la moneda de menor valor del mundo.
A pesar de los intentos de controlar la inflación por la legislación y tres redenominaciones en 2006, 2008 y 2009, respectivamente, en enero de 2009 el Banco de Reserva de Zimbabue permitió el uso de monedas extranjeras, lo que produjo la dolarización de la economía. Su circulación fue suspendida el 12 de abril de ese año.
En la actualidad, las monedas extranjeras como el rand sudafricano, la pula de Botsuana, el euro, la libra esterlina, el dólar australiano, y el dólar de los Estados Unidos son ampliamente utilizados en casi todas las transacciones en Zimbabue. El gobierno ha insistido en que el dólar de Zimbabue solo debe ser reintroducido cuando se mejoren las perspectivas dentro de la economía en su aparato industrial.

## Historia

Tipos de cambio oficial, del paralelo y OMIR. Del 1 de enero de 2001 al 2 de febrero de 2009. Nótese la escala logarítmica.

### El primer dólar zimbabuense
El primer dólar zimbabuense fue introducido en el año 1980 y substituyó al dólar rodesiano en 1:1. El ISO 4217 era ZWD. Cuando fue iniciado su uso, su valor era aún mayor al del dólar estadounidense (0,68 ZWD = 1 USD). De este primer dólar circularon monedas de 1, 5, 10, 20 y 50 centavos, así como de 1, 2 y 5 dólares. Los últimos billetes emitidos fueron de 10, 20, 50, 100, 500 y 1.000 dólares. Sin embargo, su valor se fue erosionando por la inflación que durante la primera parte de la década de 2000 (la hiperinflación se elevó a un mínimo mensual de un 800%). El 26 de julio de 2006, el valor de mercado paralelo del dólar zimbabuense cotizó: Z$1.000.000=£1.

### El segundo dólar
El 1 de agosto de 2001, como intento para parar la elevada inflación que sufría la economía del país, se anunció por parte del Banco Central la introducción de un nuevo dólar a razón de 1.000 a 1, es decir, 1.000 antiguos dólares equivaldrían a uno nuevo. De esta unidad monetaria no existen billetes con poder liberatorio como tal, sino cheques bancarios de reserva, con una validez limitada en el tiempo. Tampoco existen monedas, pues en su lugar circularon cheques de 1¢, 5¢, 10¢, y 50¢. El 1 de enero de 2008 fueron emitidos cheques por valor de 250.000 (que sustituía al cheque de 200.000 emitido en diciembre del año anterior), 500.000 y 750.000 dólares de Zimbabue, y tan solo días más tarde el banco anunció la puesta en circulación de nuevos cheques de 1, 5 y 10 millones de dólares. También de $100.000.000; $250.000.000 y $500.000.000. Durante mayo de 2008, el Banco de Reserva de Zimbabue puso en circulación nuevos billetes (cheques) especiales agricultores de $5.000.000.000, $25.000.000.000, $50.000.000.000 y $100.000.000.000.

### El tercer dólar
El 1 de agosto de 2008, el Banco de Reserva de Zimbabue, quitó 10 ceros a la unidad monetaria, (ej. 10.000.000.000 del dólar viejo eran igual a 1 dólar nuevo) y circularon nuevos billetes de $1, $2, $5, $10, $20, $100, y $500. También circularon monedas de 1¢, 5¢, 10¢, 20¢, 50¢, $1, $2, $5, $10, y $25, aunque todas, (excepto las de $10 y $25) eran del primer dólar zimbabuense, pues el gobierno no tenía los fondos para emitir moneda nueva. Pero todavía los problemas de la hiperinflación no estaban resueltos, tanto es así que a finales de 2008, concretamente durante el mes de septiembre, se emitieron tres nuevos billetes por valor de $1.000, $10.000 y $20.000, a mediados de octubre se puso en circulación un nuevo valor de $50.000, a primeros del mes de noviembre tres billetes más de $100.000, $500.000 y $1.000.000 y durante el mes de diciembre las denominaciones de $10.000.000, $50.000.000, $100.000.000, $200.000.000 y $500.000.000 de nuevos dólares zimbabuenses. Tras esto, el banco central reconsideró la idea de cambiar la designación del circulante usando una palabra deveniente del shona para referirse al dinero. El nuevo año no sirvió de bálsamo a la terrible hiperinflación del país, el día 6 de enero el Banco Central puso en circulación los billetes de 1.000, 5.000 y 10.000 millones de dólares, el día 10 lanzó los valores de 20.000 y 50.000 millones, y finalmente, el día 16 del mismo mes se puso en circulación la denominación más elevada hasta el momento, los 100 trillones de dólares (100 billones en la escala larga), además ese mismo día se anunció que en los días sucesivos se añadirían los valores de 10 y 50 billones de dólares, con lo cual se siguió escalando cada vez más el problema inflacionario para la población de Zimbabue.

### El cuarto dólar
El lunes 2 de febrero de 2009, el director del Banco Central de Zimbabue anunció una nueva revaluación de la moneda a razón de 1 billón de dólares por 1 nuevo dólar, es decir 1.000.000.000.000:1. Se pusieron en circulación billetes de 1, 5, 10, 20, 50, 100 y 500 Dólares. No se emitieron monedas. El código es ZWL. Desde enero de 2009 muchas empresas ya no aceptan el dólar zimbabuense como moneda en el país. A cambio se usa el dólar estadounidense, la libra esterlina, el rand sudafricano, el Metical mozambiqueño, la pula de Botsuana, el kuacha zambiano y el dólar namibio. Tras la incontrolable crisis económica y la recurrente devaluación del dólar zimbabuense (que era la moneda de menor valor en el mundo), el gobierno de Robert Mugabe decidió suspender el uso del susodicho dólar el 12 de abril de 2009.

## Monedas
| Denominación | Emisión | Metal       | Metal        | Forma    | Diámetro (Milímetros) | Borde    | Imagen Anverso | Imagen Reverso  |
| Denominación | Emisión | Anillo      | Centro       | Forma    | Diámetro (Milímetros) | Borde    | Imagen Anverso | Imagen Reverso  |
| ------------ | ------- | ----------- | ------------ | -------- | --------------------- | -------- | -------------- | --------------- |
| 1 cent       | 1980    | Bronce      | Bronce       | Circular | 18,45                 | Liso     |                |                 |
| 5 cent       | 1980    | Cuproniquel | Cuproniquel  | Circular | 17,45                 | Liso     |                |                 |
| 10 cent      | 1980    | Cuproniquel | Cuproniquel  | Circular | 20                    | Liso     |                |                 |
| 20 cent      | 1980    | Cuproniquel | Cuproniquel  | Circular | 23                    | Liso     |                |                 |
| 50 cent      | 1980    | Cuproniquel | Cuproniquel  | Circular | 26                    | Liso     |                |                 |
| 1 Dollar     | 1980    | Cuproniquel | Cuproniquel  | Circular | 29                    | Liso     |                |                 |
| 2 Dollar     | 1997    | Latón       | Latón        | Circular | 24,5                  | Estriado | Manis          | Ave de Zimbabue |
| 5 Dollar     | 2001    | Latón       | Cupro-Níquel | Circular | 27,5                  | Estriado |                |                 |

## Actualidad

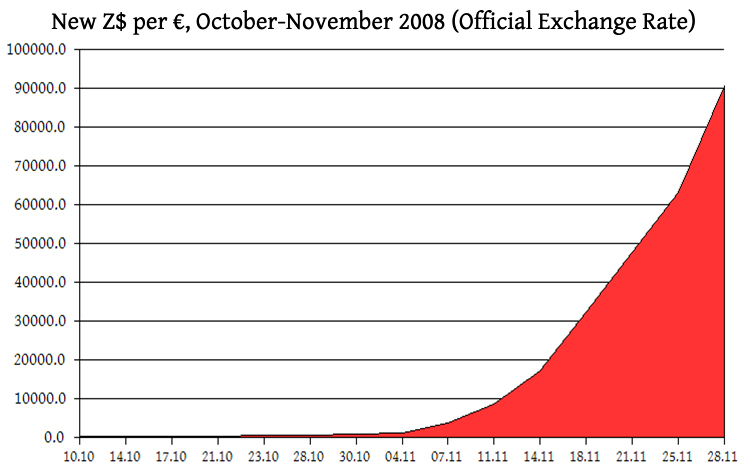
Tasa oficial de cambio entre el dólar de Zimbabue y el euro entre octubre y noviembre de 2008

Desde el 18 de diciembre de 2014, una serie de monedas bono comenzó a emitirse con la autorización del Banco de Reserva de Zimbabue. Estas emisiones se deben a la falta de cambio fraccionario luego de la desaparición del dólar de Zimbabue y la adopción de un sistema múltiple de divisas en el país. Los bonos-moneda son dinero metálico, emitidos en denominaciones de 1, 5, 10 y 25 centavos, que tienen paridad con la divisa estadounidense.